# Carl August Friedrich Fetzer
Carl August Friedrich Fetzer (* 5. August 1809 in Stuttgart; † 14. September 1885 ebenda) war ein württembergischer liberaler Politiker.

## Leben
Von 1827 bis 1831 studierte Fetzer Rechtswissenschaften an den Universitäten Tübingen und Heidelberg. In Tübingen wurde er 1827 Mitglied der Burschenschaft Germania. Anschließend trat er in den württembergischen Staatsdienst ein und arbeitete im Stuttgarter Justizministerium sowie an Gerichten in Esslingen am Neckar, Brackenheim, Schorndorf und Langenburg. 1835 machte er sich als Anwalt selbständig. Ab 1848 war er vom Landtag gewähltes ordentliches, ab 1880 stellvertretendes ständisches Mitglied des württembergischen Staatsgerichtshofes.
Von 1845 bis 1849 gehörte er der württembergischen Zweiten Kammer als oppositioneller Abgeordneter an. 1847 nahm er an der Heppenheimer Tagung und 1848 an der Heidelberger Versammlung der 51 teil. 1848 war er Mitglied des Vorparlaments.  Vom 18. Mai 1848 bis zum Ende des Rumpfparlaments am 18. Juni 1849 gehörte er der Frankfurter Nationalversammlung als Abgeordneter für Leonberg an und fungierte vom 3. Juni 1848 bis zum Ende als Schriftführer der Nationalversammlung.
Von 1851 bis 1868 sowie von 1870 bis 1876 gehörte er als Mitglied der Deutschen Partei der württembergischen Abgeordnetenkammer an.
Der Generalarzt à la suite sowie Leibarzt der beiden letzten württembergischen Könige Berthold von Fetzer war sein Sohn.